# Quintus Varius Severus Hibrida
Quintus Varius Severus (* zwischen 125 und 120 v. Chr.; † nach 90 v. Chr.) war ein Politiker in der späten römischen Republik. Der Beiname Hibrida oder Hybrida stellt wahrscheinlich eine Verspottung oder Anspielung auf seine Herkunft dar.

## Leben
Quintus Varius Severus Hibrida stammte aus Sucro und war der erste Senator der Republik, der aus der Provinz Hispania stammte. Im Jahr 90 v. Chr. wurde er zum Volkstribun gewählt. Mit seinem einzigen Gesetz, der lex Varia, wandte er sich gegen die Politik seines Amtsvorgängers Marcus Livius Drusus. Damit wurden Gerichtshöfe geschaffen, deren Aufgabe die Verfolgung und Verurteilung derer war, die die Bundesgenossen zum Aufstand gegen Rom angestiftet hatten. Es scheint, dass Varius im Auftrag der Ritter handelte oder zumindest sie die Nutznießer des Gesetzes waren.
Bei der Abstimmung über das Gesetz kam es zu gewaltsamen Aktionen. Als Varius’ Amtskollegen interzedierten, wurden sie von Rittern bedroht, so dass über den Antrag abgestimmt und er angenommen wurde. Zu den ersten, denen eine Anklage drohte, gehörten Lucius Calpurnius Bestia und Gaius Aurelius Cotta – sie gingen ins Exil. Bald darauf wurden Marcus Antonius Orator und Quintus Pompeius Rufus angeklagt. Auch Marcus Aemilius Scaurus wurde beschuldigt, doch er gewann das Volk für sich und wurde entlassen. Im Folgejahr wurde Varius Hibrida selbst angeklagt und verurteilt, seine lex Varia wurde kassiert. Er ging vermutlich ins Exil und starb außerhalb von Rom.

## Beurteilung des Gesetzes
Die lex Varia wird in der Forschung oftmals als „Racheakt der Ritter gegen die Politik des Livius Drusus“ oder als Handlung „im Interesse der Ritter […] gegen Senatshäupter und Freunde des Livius Drusus“ dargestellt. Ernst Badian und Erich S. Gruen hingegen betonen die Feindschaft zwischen einzelnen Staatsmännern, ihren Anhängern und der popularen sowie optimatischen Gruppe. Danach ließ Varius sich für die persönlichen Belange von Quintus Servilius Caepio gegen Scaurus und seinen Kreis einsetzen. Dazu nutzte er eine populare Methode. Ein politisches Gesamtkonzept hatte er nicht. Die positive Reaktion, die sein Gesetz bei den Rittern hervorrief, war nicht das Ziel seines Handelns, sondern ein Nebeneffekt.

## Einzelbelege
1. ↑  Valerius Maximus, 8,6,4.
2. ↑  Asconius 22.
3. ↑  Appian 1,37.
4. ↑  Valerius Maximus 3,7,8; De Viris Illustribus 77,11.
5. ↑  Cicero, Brutus 305.
6. ↑  Jochen Martin: Die Popularen in der Geschichte der späten Republik. Dissertation, Freiburg 1985, S. 199.
7. ↑  Christian Meier: Populares. In: Paulys Realencyclopädie der classischen Altertumswissenschaft. Supplementband 10, Alfred Druckenmüller, Stuttgart 1965, Sp. 549–615, hier Sp. 576.
8. ↑  Erich S. Gruen: The Lex Varia. In: The Journal of Roman Studies. Band 55, 1965, S. 59–73, hier S. 60–62; Ernst Badian: Quaestiones Variae. in: Historia. Band 4, 1969, S. 447–491, hier S. 468 f.

| Personendaten    | Personendaten                        |
| ---------------- | ------------------------------------ |
| NAME             | Varius Severus Hibrida, Quintus      |
| ALTERNATIVNAMEN  | Varius Severus Hybrida, Quintus      |
| KURZBESCHREIBUNG | römischer Volkstribun                |
| GEBURTSDATUM     | zwischen 125 v. Chr. und 120 v. Chr. |
| STERBEDATUM      | nach 90 v. Chr.                      |